# 三星Galaxy S9
Samsung Galaxy S9 和 Samsung Galaxy S9+ 是韓國三星電子於2018年2月25日世界行動通訊大會首發的Android系統高階旗艦智能手機，是三星Galaxy S系列中的第九代，承繼三星Galaxy S8，S9及S9+也是均為雙曲面玻璃屏幕，不設平面螢幕版本。三星S9擁有午夜黑、鈦金灰、丁香紫、珊瑚藍顏色款式。同期競爭對手為Sony Xperia XZ2、HTC U12+、LG V30s ThinQ、LG V35 ThinQ和华为P20系列。

## 特色

### 機身
正背雙曲面玻璃，螢幕四方的圓角設計，背面指紋解鎖，左右無邊框設計。

### 相機
跟S8一樣採用擁有光學防手震1200萬像素的後置鏡頭，不過S9新增了可以切換F1.5和F2.4雙光圈，另外S9+多了一個1200萬像素望遠鏡頭，跟三星Galaxy Note 8一樣為雙後置鏡頭的高階旗艦手機，而前置鏡頭跟上一代一樣S8的800萬像素還有PDAF相位自動對焦。

### 屏幕
Galaxy S9屏幕尺寸為5.8吋，Galaxy S9+屏幕尺寸為6.2吋，採用1440p解像度Super AMOLED螢幕，18.5:9屏幕顯示比例，屏佔比例的提升對比S8又更上一層樓。

### Bixby智慧助理
搭載Bixby智慧助理服務，機身左側新增Bixby快捷鍵，可快速開啓Bixby功能。

### 生物技術
根據前代已有的虹膜辨識功能及指紋辨識再加強，新增虹膜辨識與臉部辨識整合加強版，可以用作解鎖、保密資料，而安全性更高的虹膜辨識及指紋辨識更可用於交易，登入網站等。

### 連接
S9有3.5mm耳機孔，並利用USB Type-C作為充電及數據傳輸接口。S9可透過DeX Pad連接屏幕、鍵盤，將S9變成一台桌面電腦，其DeX Pad可以當作筆電的觸控板使用。Galaxy S9的Samsung Connect就可以連接對應的各種智能家居及IoT產品，在手機操控電視、冷氣，或者檢視雪櫃裡面的食物存量。

### 效能
S9使用三星自家研發的最新處理器Exynos 9810（國際版）及高通Snapdragon 845（北美版）。

### 抗水防塵
S9跟上代S8一樣為IP68防塵抗水，完全防塵，灰塵無法進入，完全防止接觸，並能浸入水中1.5米，並維持三十分鐘而運作正常。

### 动态萌拍
這次三星特別與迪士尼合作推出动态萌拍，可以用自己的樣貌模擬成2D影像，並利用演算法模擬出不同的表情做成不同的貼圖，可在第三方通訊軟體上使用。